# Susann Metzger

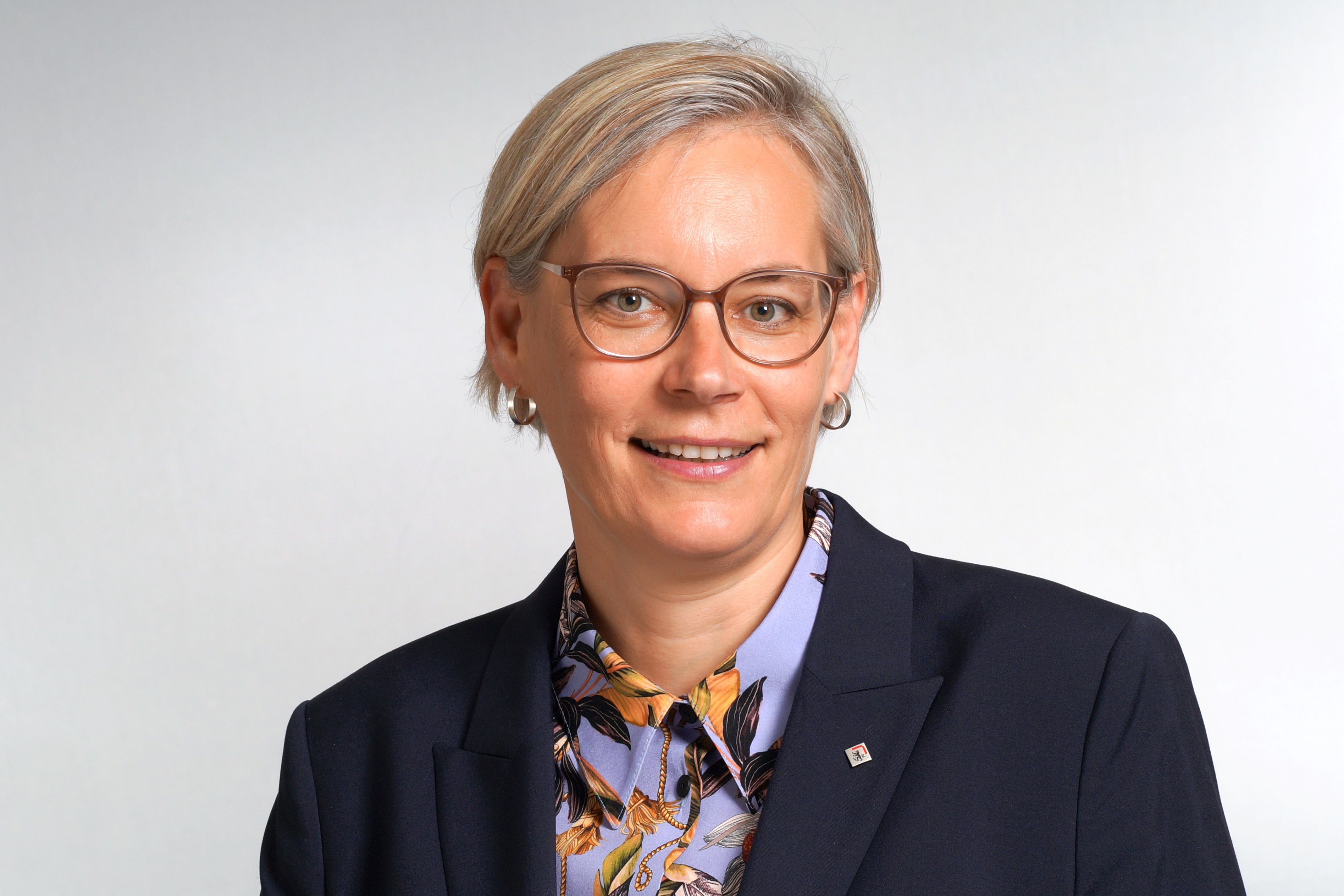
Susann Metzger (2025)

Susann Metzger (* 1977 in Diepoldsau, heimatberechtigt in Wolfhalden, wohnhaft in Heiden) ist eine Schweizer Politikerin der Parteiunabhängigen Appenzell Ausserrhoden.

## Leben
Susann Metzger wuchs auf einem grossen Landwirtschaftsbetrieb im St. Galler Rheintal auf. Sie machte eine kaufmännische Lehre, arbeitete in verschiedenen Unternehmen und bildete sich zur Betriebswirtschafterin HF weiter. Ab 2005 war sie stellvertretende Bereichsleiterin Fabrikation bei der Sefar AG in Heiden, wo sie unter anderem für die Prozesskontrolle und das Reporting zuständig war. Berufsbegleitend durchlief sie eine Kaderausbildung «Führung».
Seit 2005 wohnt Susann Metzger in Heiden, wo sie sich bei den «Häädler Frauen», der Kita Wirbelwind und im Bibliotheksverein Heiden/Grub engagierte. Sie ist geschieden und Mutter von zwei Kindern.

## Politik
Susann Metzger wurde 2013 in den Gemeinderat von Heiden AR gewählt, sie übernahm das Ressort Bildung, Jugend und Sport und damit auch das Schulpräsidium. In dieser Zeit führte sie unter anderem das altersdurchmischte Lernen ein. 2017 bis 2019 war sie Mitglied der Kantonalen Tiefbaukommission, 2018 bis 2021 Vorstand der Schulpräsidienkonferenz. 2019 wurde sie in den Kantonsrat gewählt und war dort zunächst Vizepräsidentin der Kommission Bildung und Kultur, ab 2023 übernahm sie das Präsidium.
2025 wurde Susann Metzger als Parteiunabhängige in den Regierungsrat von Appenzell Ausserrhoden gewählt, in dem damit das Appenzeller Vorderland neu wieder vertreten war. Sie übernahm das Departement Bildung und Kultur. In dieser Funktion ist sie unter anderem Mitglied der Trägerkonferenz der Ostschweizer Fachhochschule, der Erziehungsdirektorenkonferenz Ost und der Schweizerischen Konferenz der kantonalen Erziehungsdirektorinnen und Direktoren.
Susann Metzger ist beratendes Mitglied im Vorstand des Vereins Parteiunabhängige Appenzell Ausserrhoden.